# غراهام روب
غراهام روب (بالإنجليزية: Graham Robb)‏ هو كاتب ومؤرخ بريطاني، ولد في 2 يونيو 1958 في مانشستر في المملكة المتحدة.